# Georgios Averoff
Georgios Averoff (grčki: Γεώργιος Αβέρωφ; Metsovo, 15. kolovoza 1815.) bio je grčki industrijalac i filantrop. Averoff se u mladosti preselio u Aleksandriju. Većinu svog života bio je poznat po osnivanju brojnih škola u Egiptu i Grčkoj.